# 墨脱角蟾
墨脱角蟾（学名：Xenophrys medogensis）也称墨脱异角蟾，一种于中华人民共和国西藏自治区墨脱县发现的两栖动物，隶属于角蟾科异角蟾属。本种发表时被视为峨眉角蟾（Megophrys omeimontis）的一个亚种，1990年研究人员将其提升为独立种。其种加词“medogensis”意为“西藏自治区墨脱县的”。

## 形态特征
墨脱角蟾雄蟾体长57～68毫米。身体皮肤比较光滑，身体背部颜色多变，一般呈灰褐色，背部细肤棱部位均有深棕色线纹；两眼间具有镶有浅色边的深色三角斑；股、胫部各有3–4条细横纹；咽胸部紫褐色，体腹部和股部腹面为肉红色，略显深色云斑。

## 保护
本种于2023年被收录入《有重要生态、科学、社会价值的陆生野生动物名录》。